# Bò Normandie
Bò Normande là một giống bò sữa từ vùng Normandy phía tây bắc nước Pháp. Giống bò này được nuôi với mục đích lấy sữa vì chất lượng của sữa bò Normande có hàm lượng chất béo cao và phù hợp để làm bơ và pho mát. Ngoài ra, giống bò này còn được nuôi để lấy thịt, có hoa văn cẩm thạch và hương vị ngon. Giống bò này là một giống bò khá phổ biến: bò Normande đã được xuất khẩu sang nhiều nước và có mặt trên tất cả các châu lục.

## Đặc điểm
Normande là một loài động vật thân lớn: bò cái thường nặng 700–800 kg và bò đực lên đến 1100 kg. Bộ lông thường có các mảng lông màu đỏ hoặc lốm đốm, nhưng cũng có thể có mảng màu đen hoặc hoe vàng. Đầu chúng thường có màu trắng, và vùng bao quanh của mắt thường tối, tạo ra một hình ảnh "có hình thù". Da trắng và mõm tối.
Normande sống lâu và sinh con cách dễ dàng. Bò Normandy thường giữ trên đồng cỏ, nhưng nó cũng thích nghi tốt với các môi trường khác. Giống bò này có sức đề kháng tốt với ánh nắng mặt trời và cực nóng và độ cao. Nó cũng thích nghi với vắt sữa cơ học.

## Sử dụng
Normande là giống bò sữa hai mục đích, nhưng mục đích chính của giống bò này là nuôi lấu sữa. Năng suất hàng năm là 6595 lít trong thời gian cho con bú là 316 ngày. Sữa có 4,4% chất béo và 3,6% protein. Sữa bò Normande đặc biệt thích hợp để làm bơ và phô mai.Thịt có hương vị rất tốt và có vân cẩm thạch với chất béo.